# Škvořetice
Škvořetice falu és önkormányzat (obec) Csehország Dél-csehországi kerületének Strakonicei járásában. Területe 9,56 km², lakosainak száma 333 (2008. 12. 31). A falu Strakonicétől mintegy 17 km-re északra, České Budějovicétől 61 km-re északnyugatra, és Prágától 84 km-re délnyugatra fekszik.
A település első írásos említése 1294-ből származik.

## Az önkormányzathoz tartozó települések
- Škvořetice
- Pacelice

## Nevezetességek
- Késő reneszánsz stílusú vár.

## Népesség
A település népessége az elmúlt években az alábbi módon változott:
| Lakosok száma | 792  | 741  | 659  | 507  | 392  | 311  | 316  | 316  | 315  | 317  |
|               | 1869 | 1890 | 1921 | 1950 | 1980 | 2001 | 2017 | 2019 | 2022 | 2024 |